# Цыбульник (река)
Цыбульник (укр. Цибульник) — правый приток реки Днепр, протекающий по Кропивницкому и Александрийскому районам (Кировоградская область, Украина). 

## География
Длина — 55 км. Площадь водосборного бассейна — 561 км². Русло реки в среднем течении (село Глинск) находится на высоте 97,4 м над уровнем моря. Река используется для с/х нужд, водоснабжения. 
Берёт начало западнее села Иванковцы. Река течёт на северо-восток. Впадает в залив Кременчугского водохранилища на реке Днепр (на 583-км от её устья) севернее села Никольское. В связи с заполнением Кременчугского водохранилища в 1959-1961 годы длина реки Цыбульник и её притока Обломеевка сократились — приустьевые части были затоплены, образовав двурукавный эстуарий, который расширяется в сторону Кременчугского водохранилища.
Долина шириной 1,5-2 км. Русло слабоизвилистое, в среднем течении (между сёлами Федорки и Арсеньевка) шириной 7 м и глубиной 0,1 м, в верховье пересыхает. На реке есть пруды. Питание смешанное с преобладающим снеговым. Ледостав длится с начала декабря по середину марта. Пойма заболоченная, частично с лесными насаждениями. В эструарии реки создано несколько плотин. 
Притоки (от истока до устья): балка Коробчина, балка Евтушина, балка Онова, балка Салатова, балка Россоховатый Яр, Обломеевка.
Населённые пункты на реке (от истока до устья):
Кропивницкий район
1. Иванковцы
2. Веселовка

Александрийский район
1. Федорки
2. Арсеневка
3. Глинск
4. Оврагово
5. Григоровка
6. Яремовка
7. Кобзаревка